# Neunkirch
Neunkirch é uma comuna da Suíça, no Cantão Schaffhausen, com cerca de 1.828 habitantes. Estende-se por uma área de 17,91 km², de densidade populacional de 102.1 hab/km². Confina com as seguintes comunas: Gächlingen, Guntmadingen, Hallau, Jestetten (DE - BW), Löhningen, Oberhallau, Siblingen, Wilchingen.
A língua oficial nesta comuna é o Alemão.

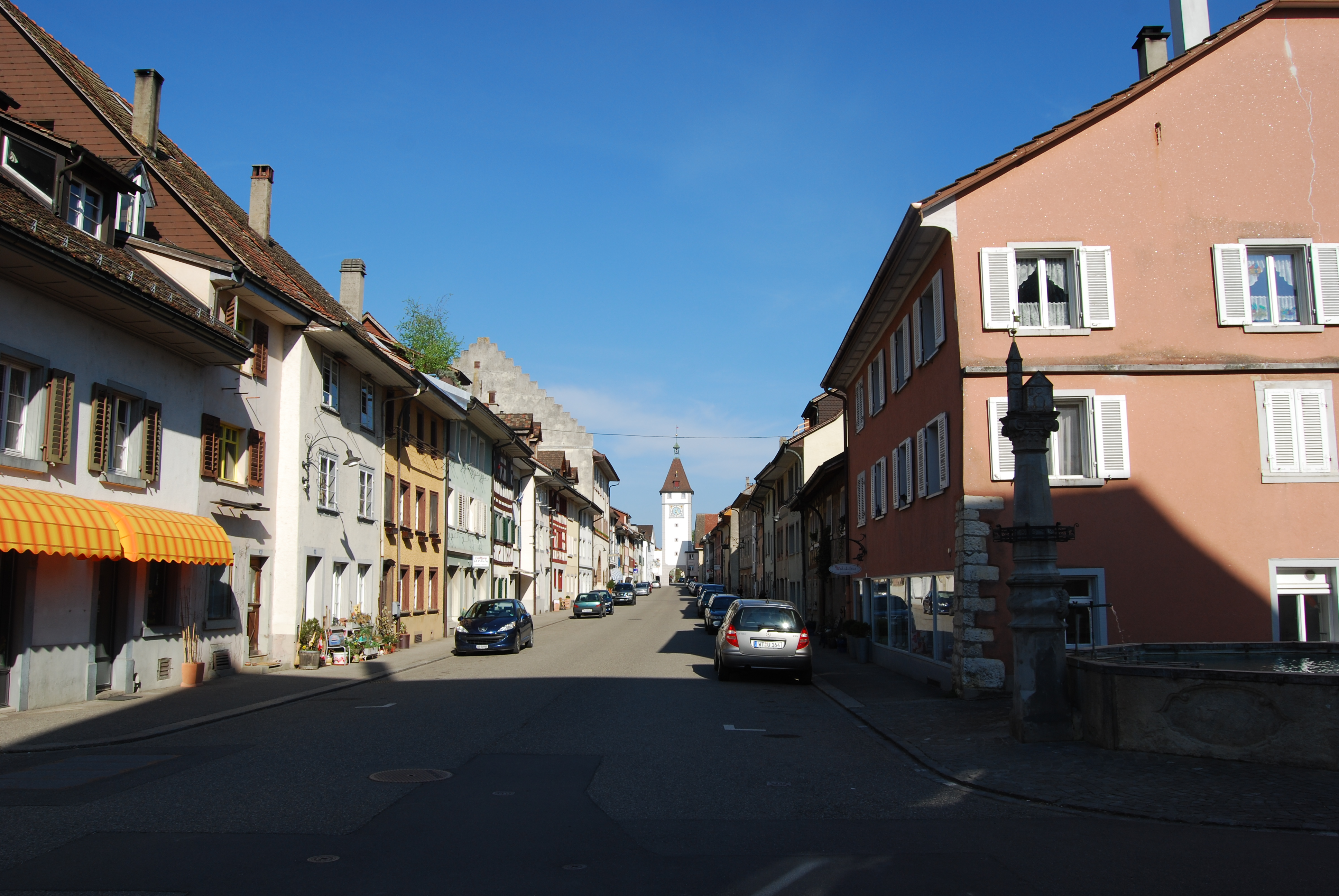
Neunkirch